# 8152-es busz
A 8152-es jelzésű autóbusz Velence és Zichyújfalu települések között közlekedett. A buszvonalon az autóbusz a velencei szakorvosi rendelőtől indult és a zichyújfalui postánál állt meg. A 8152-es számú autóbuszvonalat a KNYKK üzemeltette. A 8152-es vonalon általában Credo EC 11 autóbuszok jártak. 2019. július 1-jétől 716-os jelzéssel közlekedik.

## Képgaléria

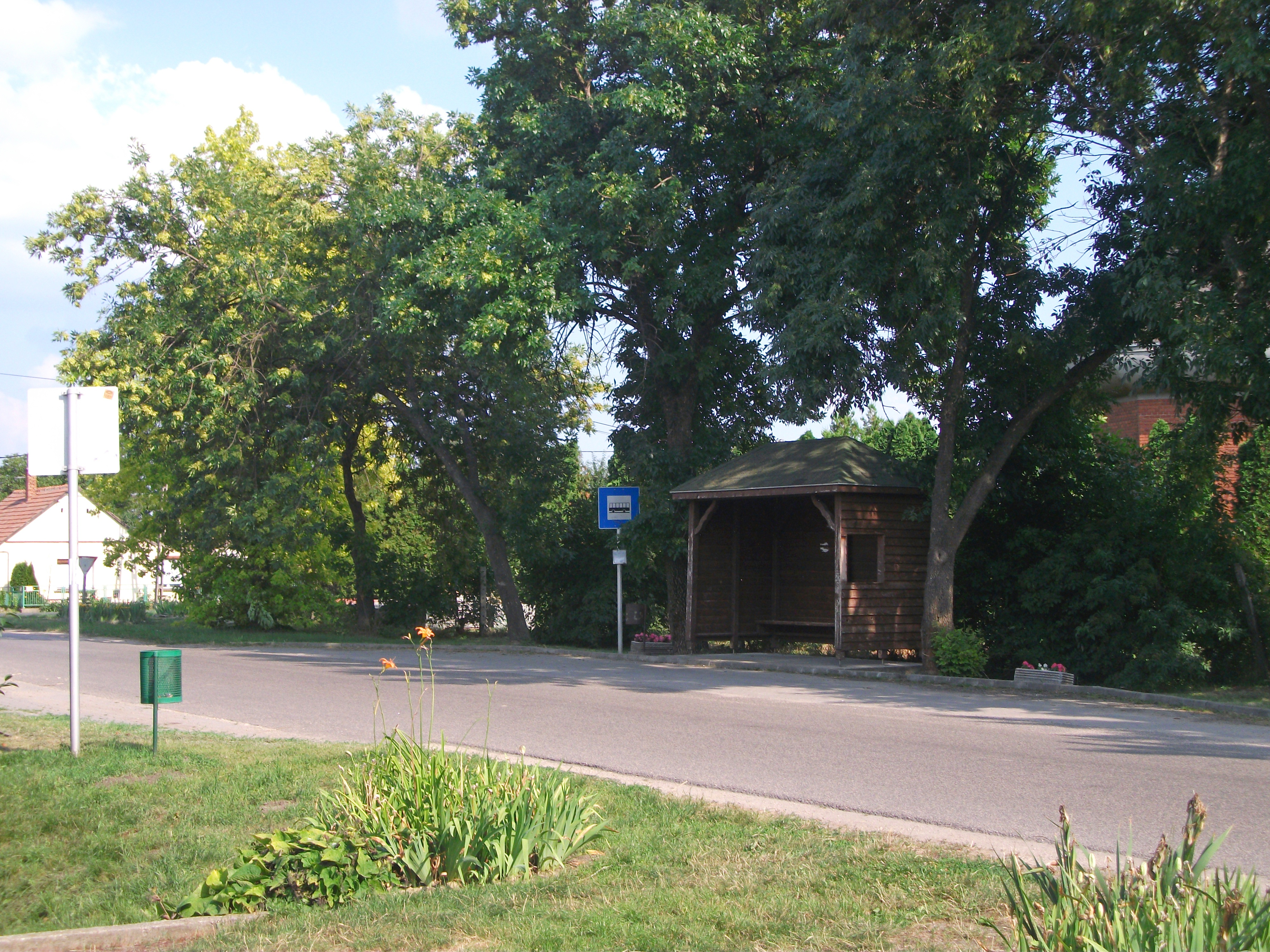
Zichyújfalu, templom autóbusz-megállóhely buszmegállója.
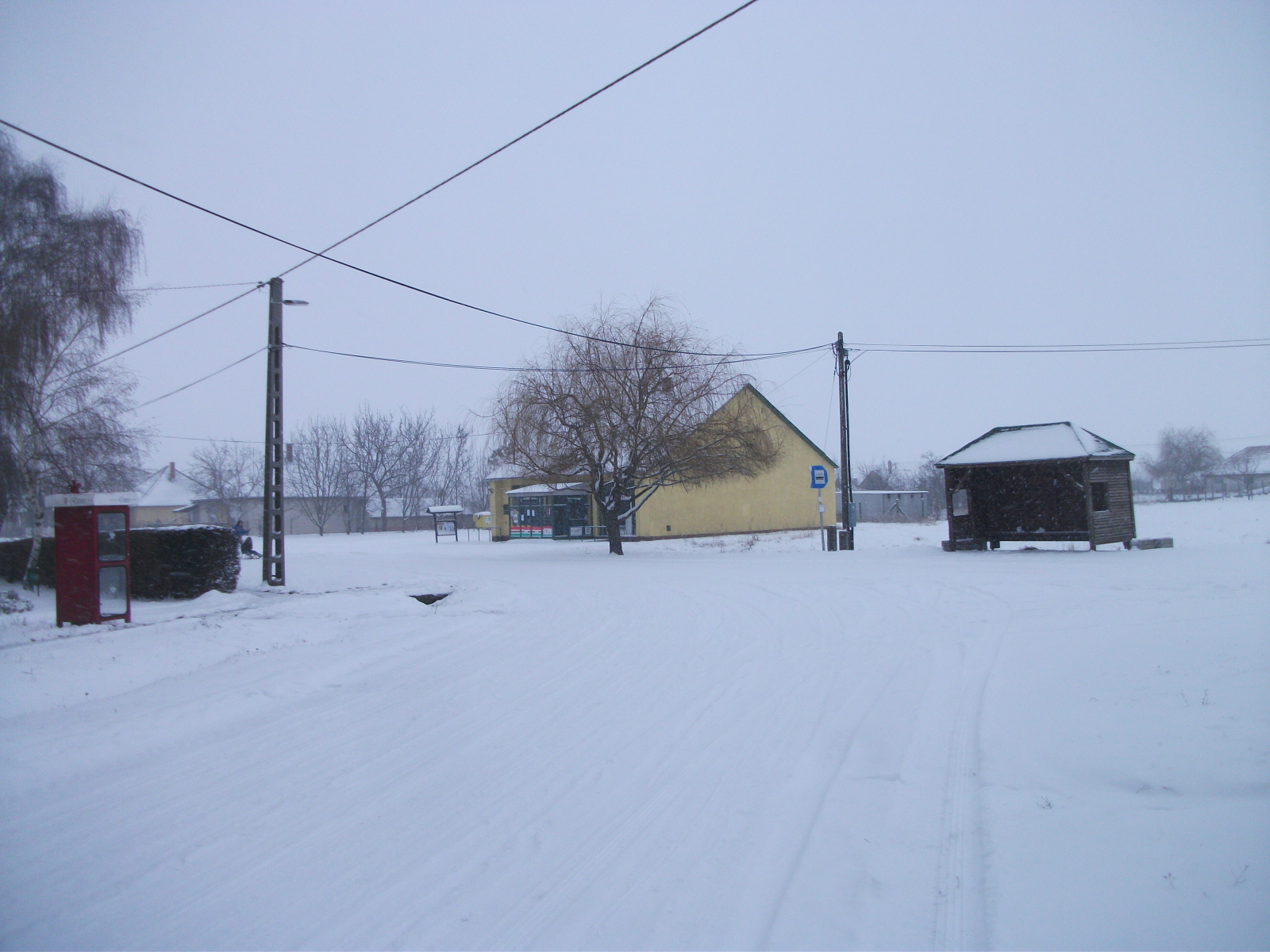
Zichyújfalu, szövetkezei bolt autóbusz-megállóhely buszmegállója 2012 telén (az úgynevezett „szibériai tél” idején)
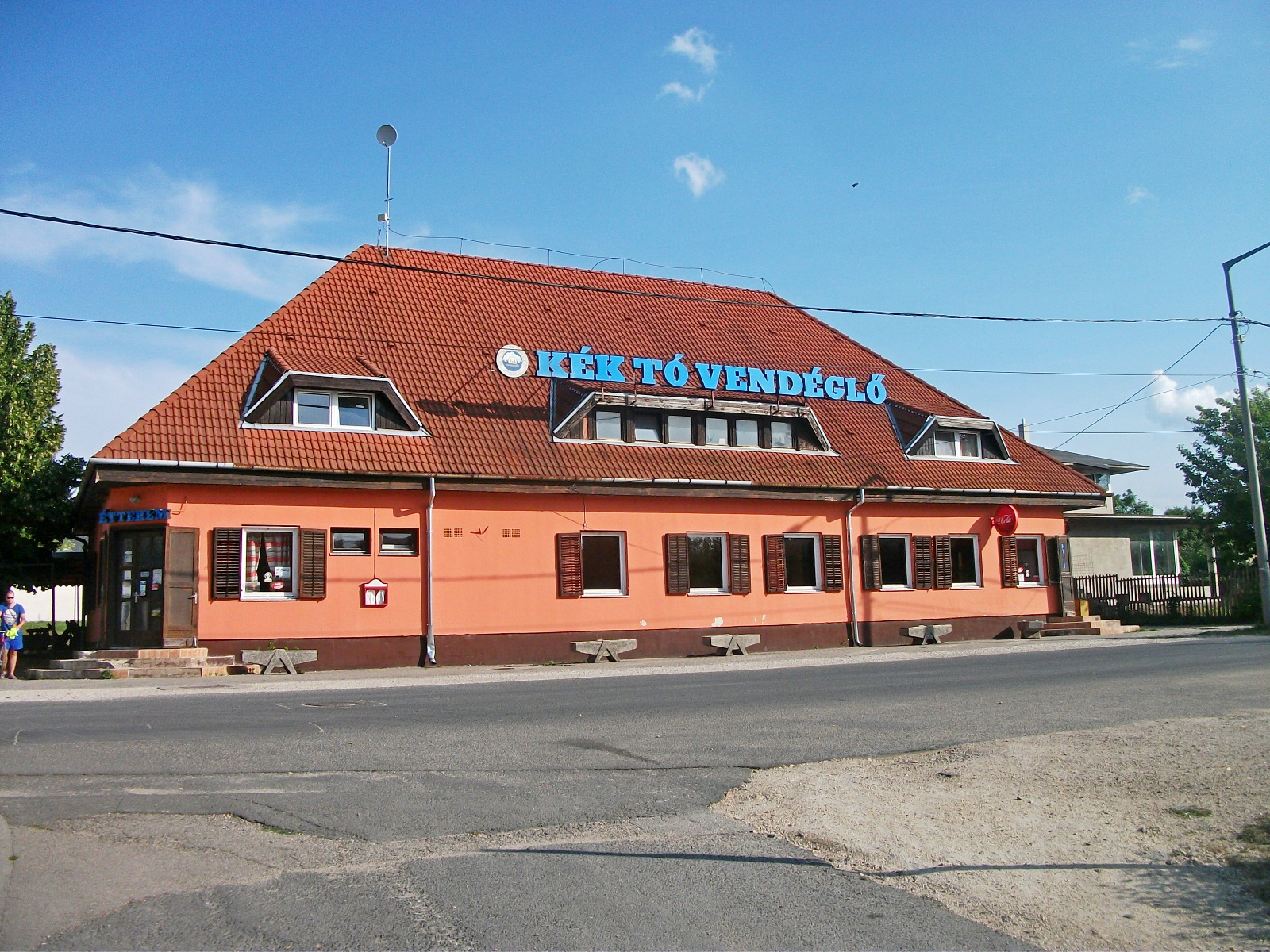
Kék Tó Étterem, a 8152-es autóbuszvonal vég- és kiindulóállomása